# البهائية في الكاميرون
تأسست الديانة البهائية في الكاميرون عندما انقسمت البلاد إلى مستعمرتين هما الكاميرون الفرنسية والكاميرون البريطانية. كان أول بهائي في الكاميرون هو إينوك أولينغا، الذي غادر وطنه أوغندا ليحمل الدين إلى الكاميرون البريطانية في عام 1953. وصلت ميهرانجيز منسيف، وهي امرأة هندية شابة انتقلت من بريطانيا، إلى الكاميرون الفرنسية في أبريل 1954 - وتم تكريم كل من أولينغا ومنسيف بلقب فارس بهاءالله. في عام 2003، قدر البهائيون أن هناك 40 ألفًا من أتباع هذه الديانة في البلاد. تقدر جمعية أرشيفات بيانات الأديان (بالاعتماد على الموسوعة المسيحية العالمية) عدد البهائيين بحوالي 50800 في عام 2005.

## التاريخ المبكر

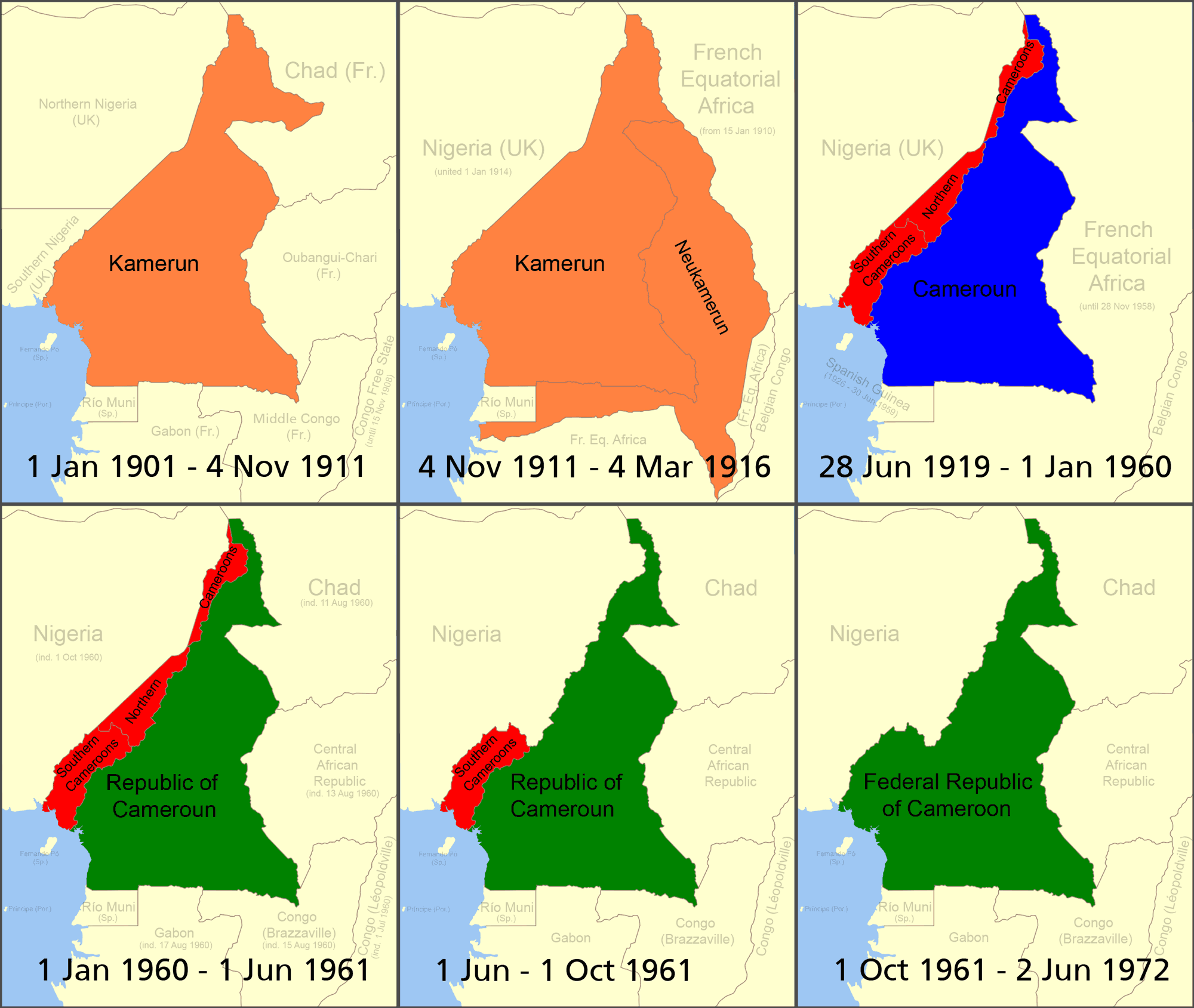

في عام 1953، خطط شوقي أفندي، رئيس الديانة البهائية، لخطة تعليمية دولية أطلق عليها اسم الحملة العشرية. كان ذلك خلال فترة من النمو الواسع النطاق للدين في جميع أنحاء أفريقيا جنوب الصحراء الكبرى بالقرب من نهاية فترة استعمار أفريقيا. خلال الخطة، سافر علي نخجواني وزوجته بالسيارة مع اثنين من الرواد الأفارقة من أوغندا حيث كان الدين ينمو بسرعة كبيرة لفتح بلدان جديدة للدين. كان أول رائد في المنطقة هو ماكس كينيريزي في 6 أكتوبر الذي استقر في ما كان يُعرف آنذاك بأفريقيا الاستوائية الفرنسية، ثم إينوك أولينغا إلى الكاميرون البريطانية في 15 أكتوبر. في ليمبي (التي كانت تسمى آنذاك فيكتوريا)، وبفضل جهود أولينغا، اعتنق جاكوب تابوت أوو الدين البهائي ليصبح أول كاميروني يعتنق هذا الدين. خلال العام التالي، كان هناك العديد من المتحولين إلى الدين، وكان العديد منهم من نظام بعثة بازل للمسيحيين البروتستانت. وصلت ميهرانجيز مونسيف، وهي امرأة هندية شابة، إلى الكاميرون الفرنسية في أبريل 1954 في دوالا بعد أن ساعدت في تأسيس الديانة البهائية في مدغشقر. رسالة من أولينغا تصف تقدم الدين في 6 مدن وبدأت أعمال الترجمة إلى لغة دوالا لكتيب.
وبما أن عدد البهائيين كان ينمو بسرعة، سأل شوقي أفندي عما إذا كان أعضاء الدين يستطيعون الذهاب إلى المناطق المجاورة حيث لا يوجد بهائيون بعد.  في 21 أبريل 1954، تم تشكيل جمعية روحية محلية بهائية وغادر خمسة شباب كاميرونيين خلال فترة الرضوان، وأصبح كل منهم فارسًا من فرسان بهاء الله؛ اندمجت المحميات المختلفة التي وصلوا إليها في الدول الحديثة الكاميرون وغانا وتوغو. وقد تم التأكيد على أن الرواد الغربيين يجب أن يكونوا متواضعين وأن يركزوا جهودهم ليس على القيادة الاستعمارية ولكن على الأفارقة الأصليين وأن الرواد يجب أن يظهروا بالأفعال صدق شعورهم بالخدمة للأفارقة في جلب الدين ومن ثم يجب منح الأفارقة الذين يفهمون دينهم الجديد الحرية للنهوض ونشر الدين وفقًا لحساسياتهم الخاصة ويجب على الرواد أن يتفرقوا أو يتراجعوا إلى الخلفية. وقد تم ذكر إينوك أولينغا على وجه التحديد كمثال لهذه العملية التي حدثت عندما نشأ في أوغندا وكرر النمو السريع للدين. وبسبب الموجات المتعاقبة من الناس الذين أصبحوا فرسان بهاء الله، أطلق على إينوك أولينغا لقب "عبد الفتوح"، وهو اسم فارسي يعني "أبو الانتصارات" من قبل شوقي أفندي. في أوائل عام 1955، شرعت فاليري ويلسون، عضو مجلس المساعدة لأفريقيا المتمركزة في مونروفيا، ليبيريا، في ما اعتبر رحلة جريئة لامرأة بمفردها بالسيارة للسفر في رحلة عبر حوالي 3,000 كيلومتر (2,000 ميل) لزيارة الجماعات البهائية العاملة في ساحل الذهب، وتوغولاند، والكاميرون البريطانية. في أبريل 1955، كان لدى الكاميرون البريطانية ثمانية جمعيات.

## نمو
في عام 1956، تم انتخاب جمعية روحية وطنية بهائية إقليمية في شمال غرب إفريقيا برئاسة أولينغا ومقرها في تونس، وتضم مناطق من الكاميرون شمالًا إلى تونس وأجزاء غربًا بما في ذلك جزر مثل جزر الكناري.  في أوائل عام 1957، استحوذ البهائيون في الكاميرون البريطانية على مركز  وبلغ عدد السكان حوالي 300 بهائي بينما كان المجتمع الأصغر في الكاميرون الفرنسية يضم ما بين 10 و20 بهائيًا وكان هناك مؤتمر بهائي حول تقدم الدين عقد في موتينجين، بالقرب من تيكو. في عام 1958 أرسل البهائيون في الكاميرون رائدًا آخر، ويلي إينانج، إلى غانا بينما عقدت مجتمعات متعددة مؤتمرات محلية حول تقدم الدين في منطقتهم. كان البهائيون يسيرون أحيانًا عبر الغابات الكثيفة إلى أشخاص لم يسمعوا عن يسوع المسيح. بحلول عام 1960 بلغ إجمالي عدد البهائيين في شمال غرب أفريقيا 3000 شخص، وكان 1800 منهم في الكاميرون البريطانية. استضافت ليمبي (التي كانت تسمى آنذاك فيكتوريا) في الكاميرون البريطانية، مؤتمر انتخاب الجمعية الوطنية الإقليمية لشمال غرب أفريقيا في عام 1960 وكان هناك 45 مندوبًا، بما في ذلك الزعماء المحليين والنساء، بالإضافة إلى إينوك أولينغا. لم يتمكن إينوك أولينغا من حضور حفل افتتاح بيت العبادة البهائي في موطنه أوغندا بسبب الاضطرابات السياسية في الكاميرون بعد الاستقلال. وبينما ذهب أكثر من 1500 شخص وبهائي من أماكن عديدة في أفريقيا، فضل أولينغا البقاء في الكاميرون للمساعدة في توجيه البهائيين خلال أوقات الاضطرابات المدنية.
بحلول عام 1963، كانت المدن التالية في الكاميرون تضم مجتمعات بهائية:
التجمعات الروحية المحلية في الكاميرون
| أشوم    | أتيبون   | باكيبي  | باكوغو | بانجابونجو | بارا       | باتشواكاجبي | باتشونتاي | بيكومي     | أفعى   | بويا             |
| دوالا   | ديفانغ   | إيبيجوا | إبينسي | إيبونجي    | إيدجونغانغ | إيشوبي      | إيتوكو    | إيانغ      | فايتوك | فوتابي           |
| كيمبونج | كومبون   | كومبا   | مامبو  | مامفي      | مباتوب     | مبيهيتوك    | مبينجونغ  | موليوي     | موليكو | موامبونج         |
| موكونيو | موتينجين | مويوكا  | نشيمبا | نفونتيم    | نجاسانج    | نغومبوكو    | نغوتي     | نتينيمبانج | نيانغ  | أوسينغ           |
| سابس    | سومبي    | تاكبا   | تاكواي | تالي       | تيكو       | تينتو (1)   | تينتو (2) | تينتومبو   | تومبل  | فيكتوريا (ليمبي) |

المجموعات البهائية (بين 1 و 9 أفراد)

| باميندا | باتو    | بيسونجابانج | إيكونا |
| إكباو   | مارومبا | مبوندو      | تايلور |

الأفراد المعزولون

| بومونو | ديبومباري | إبينسوك | ملكاي  |
| موانجو | ندكواي    | نسوكي   | ياوندي |

في وقت لاحق من شهر أكتوبر عام 1963، وفي اجتماع عام كبير في بلجيكا، كان السفير إلى بلجيكا من جمهورية الكاميرون ضيفًا في احتفال بهائي بيوم الأمم المتحدة.

### قضايا الإقليمية
وفي عام 1963 أعيد تنظيم الكاميرون في إطار نظام الجمعية الوطنية الإقليمية لتكون مع الجمعية الوطنية لغرب ووسط أفريقيا. انعقد المؤتمر الثاني في ليمبي - وفي ذلك العام كان أعضاؤه هم ستيفن تابي، وسامبسون فورشنك، وجانيت مغربي، وموسى أكومبي، وليلي روزنبرغ، وأوسكار نجانغ، وجواد مغربي، وسولومون تاني، وشيرمان روزنبرغ. انعقد مؤتمر عام 1966 للجمعية الوطنية الإقليمية الوسطى الغربية في مامفي. بعد وفاة شوقي أفندي، أصبح بيت العدل الأعظم المنتخب هو رئيس الدين وبدأ في إعادة تنظيم المجتمعات البهائية في أفريقيا من خلال فصل المجتمعات الوطنية لتشكيل جمعياتها الوطنية الخاصة من عام 1967 وحتى تسعينيات القرن العشرين. بحضور يد القضية ويليام سيرز في عام 1967 تم انتخاب الجمعية الروحية الوطنية (NSA) للبهائيين في الكاميرون لأول مرة، مما أدى إلى فصل البلاد عن الجمعية الوطنية الإقليمية التي تأسست في عام 1956 وكانت لها ولاية قضائية على المناطق المجاورة لغينيا الإسبانية، وفيرناندو بو، وكاريسيو، وساو تومي وبرينسيبي، بينما استمرت بقية الجمعية الإقليمية في وسط الغرب في بلدان أخرى. في عام 1967، بدأ البهائيون في الكاميرون مشروع إعلان في الأراضي الإسبانية في فرناندو بو وريو موني.
في ديسمبر 1971 استضافت الكاميرون أول مؤتمر إقليمي للشباب الأفريقي في ياوندي.  وقد جاءت حافلات وسيارات محملة بالشباب من تشاد وجمهورية أفريقيا الوسطى، بما في ذلك الشباب الزائر من الفلبين وماليزيا والهند وإيران وكندا والولايات المتحدة، ثم جاءوا إلى تشاد والكاميرون لفترة من خدمة المجتمع - وخلال المؤتمر تم إجراء مقابلتين إذاعيتين. أقيمت معارض للكتب في عام 1974 في جامعة ياوندي وفي قاعة دراسية في المعهد الأفريقي بجامعة بويا والتي جذبت أيضًا تغطية إذاعية. في عام 1978، أقيم مؤتمر دولي للشباب البهائي في الكاميرون بحضور 380 شخصًا من حوالي 19 دولة.
على الرغم من أنه قام مؤخرًا بجولة في الكاميرون في عام 1975 في ديسمبر 1979، فقد قدم سردًا كاملاً للظروف التي أدت إلى اغتيال فارس بهاء الله للكاميرون، يد القضية، إينوك أولينغا في 16 سبتمبر 1977 في أوغندا أثناء الاضطرابات السياسية والاجتماعية. ربما لا نعرف أبدًا الإجابات النهائية عن سبب اغتياله هو ومعظم أفراد عائلته بثقة. وقد تناولت سيرته الذاتية المنشورة عام 1984 تأثيره في الكاميرون وخارجها. أول شخص في الكاميرون انضم إلى الدين تحمل الضرب من أجل المثابرة في اختياره. أول امرأة تصبح بهائية في الكاميرون فعلت ذلك نتيجة لتأثيره على حياتها على الرغم من أنها كانت مسيحية نشطة من قبل - تحولت هي وزوجها وكانا من بين أوائل الذين انتقلوا إلى توغو ثم غانا. انتقل بهائي مبكر آخر، وهو الأول من قبيلة باميليكي، إلى ما كان يُعرف آنذاك بالكاميرون الفرنسية للمساعدة هناك. انضم شخص آخر إلى الدين في وقت لاحق، لكن زوجته كانت أول بهائية في نيجيريا. ووجد الباحث مرة أخرى أن التركيز لم يكن منصبا على استئصال التقاليد الثقافية بين الشعوب بل على التركيز على الوعي الديني والوعي بالمعرفة العلمية التي لا ينبغي أن ترتبط بالطبقة الاجتماعية. وكانت هناك اتهامات بالمؤامرة السياسية التي تمت تبرئة أولينغا منها. لقد حُكم على أولينغا بأنه كان دائمًا صادقًا ولم يُقلل من شأنه أبدًا.
في عام 1982 انضم إلى الديانة البهائية الأول من المنطقة المخصصة للكاميرون، فرناندو بو.  كان جوزيف شيبرد رائدًا في الكاميرون وغينيا الاستوائية، حيث نسج الظروف في كتاب كتبه لاحقًا والذي يقدم الإيمان البهائي في سياق التغيير العالمي (انظر الإيمان البهائي في الخيال) ويتعمق في ديناميكيات الريادة كطريقة لاكتساب الفهم للقضايا الروحية مقارنة بالقضايا الاجتماعية، والنضال مع السذاجة الثقافية، والذي نُشر في أخبار البهائية في ديسمبر 1988.

### التطورات الدولية
في عام 1967 بدأت الجمعيات المحلية في الاستحواذ على مراكز محلية أو بناءها كواحدة من العديد من أنشطة المجتمع، والتي استمر بعضها حتى عام 1968. تم توزيع حزم إعلامية ومقابلات على منافذ الأخبار المطبوعة والإذاعية الرئيسية، واستمرت تغطية الأحداث.
في أكتوبر 1967، تم إشراك البهائيين في الكاميرون في الجهود المبذولة، وتضاعفت حالات الاحتفال بيوم الأمم المتحدة في جميع أنحاء الكاميرون بما في ذلك المحادثات التي ألقتها يد القضية روحية خانوم. في نوفمبر افتتحت روحيه خانوم أول مدرسة في الكاميرون والتي كانت مخصصة في البداية لفصول دراسة الدين، (أقيمت الفصول الأولى في ديسمبر 1968.) وكان مؤتمر عام 1968 يضم 45 مندوبًا ومراقبًا من جزيرة فرناندو بو. كتبت وكالة الأمن القومي في البلاد وثيقة، إعلان الولاء للحكومة، والتي ربما يعود تاريخها إلى عام 1968، والتي تعلن ولاء المؤسسة لحكومة البلاد. ولكن في عام 1969 كانت مناطق كبيرة من الكاميرون لا تزال قليلة السكان، في حين عقدت المدرسة الأولى في شرق الكاميرون، التي كانت في السابق فرنسية، اجتماعها الأول في ربيع عام 1969. في عام 1977 تم إنشاء مدرسة متنقلة تدار من خلال شاحنة صغيرة تجولت لعدة أشهر في عام 1977 لزيارة القرى والمزارع. وفي عام 1978، عقدت ثلاثة مؤتمرات إقليمية. وفي مؤتمر عقد حول تقدم الدين، أُعلن فيه عن وجود ما يقدر بنحو 166 جمعية، 27 منها أنشأت مراكز دائمة، وخلف ذلك نحو 832 مدينة ومكانًا يعيش فيها البهائيون في الكاميرون. وقد اجتمع في المركز الوطني 30 امرأة إقليمية، وتجمع ثمانون بهائيًا في مؤتمر إقليمي في مانكون لمناقشة تقدم الدين. وفي الوقت نفسه، قام فردان بجولة في الكاميرون في يناير/كانون الثاني؛ يد القضية رحمة الله المهاجر والفرنسي أرمير فرهنك إيماني، وقد تحدث كل منهما إلى الجمهور البهائي والعامة. زار رحمة الله المهاجر الكاميرون مرة أخرى كجزء من رحلة أوسع عبر غرب إفريقيا في صيف عام 1979. قام كوليس فيذرستون، وهو من أنصار القضية، بزيارة الكاميرون في فبراير 1979. في عام 1980، أقيمت مدارس بهائية إقليمية متزامنة في شهر مارس باللغتين الإنجليزية والفرنسية، وحضر كل منها حوالي 25 شخصًا. أقيمت مدرسة متابعة في شهر سبتمبر وفي نهايتها أقيم حفل زفاف. في عام 1980 حضر 100 شخص بما فيهم العديد من أعضاء الجمعية الوطنية مؤتمرًا وطنيًا للشباب في ياوندي. في عام 1982 وصل أحد البهائيين إلى منطقة نائية بها أقزام، وفي غضون ثلاثة أشهر تمكن من إقناع 24 شخصًا بالانضمام إلى الدين، وكان رائد آخر يتحرك لمساعدته. قام اثنان من الباحثين الأكاديميين بجولة في غرب أفريقيا من سويسرا وتحدثوا إلى الجمهور والبهائيين في عام 1985. وقد قدَّموا محاضرات عامة حول "المرأة والتنمية" و"كيف يمكن للمرأة أن تضطلع بدورها في المجتمع؟" و"المرأة ومستقبل البشرية". كما ألقوا محاضرات للبهائيين حول "التميز في كل شيء" و"السعادة في الزواج".

#### جولة يد القضية روحيه خانوم
من يناير إلى مارس 1970 عبر رمه إرميه خانوم إفريقيا من الشرق إلى الغرب لزيارة العديد من مجتمعات البلاد بما في ذلك الكاميرون، واجتمع مع الأفراد والمؤسسات على حد سواء باهت civic و سيفيك. في أكتوبر 1971 عاد رمه إرميه خانوم من غرب إفريقيا. توقفت لبعض الوقت في مامفي وتحدثت إلى باهت هناك وشددت على دور المرأة في نمو الدين. من مامفي سافرت على نطاق أوسع لرؤية القرى ورؤساء المناطق, حضور حفلات الزفاف وإلقاء المحادثات في المدارس. في العديد من الأماكن، أحاطت علما بالنساء في مناصب بارزة في المجتمع وتحدثت أحيانا عن قانون باهت للزواج الأحادي على النقيض من الممارسة الثقافية التقليدية لتعدد الزوجات والأشكال التقليدية الأخرى. وكان الاجتماع البارز للمؤتمر الإقليمي الذي دعا إلى تقدم الدين في المنطقة. شاركت في برنامج الاحتفالات بيوم الأمم المتحدة لتقاسم المسرح مع موظفي الأمين العام للأمم المتحدة وكذلك موظفي رئيس وزراء الكاميرون. الوصول إلى بويا التقت برئيس الوزراء وذكرت رحلاتها الواسعة في أمان نسبي بمساعدة كريمة من القرويين وسائقي الشاحنات. ومن هناك واصلت رحلاتها عبر دوالا وياوندي وفي كل حالة أيضا القرى المجاورة بينما خصصت أيضا وقتا لإجراء مقابلات إذاعية وفي جامعة الكاميرون قبل الانتقال إلى زائير.

#### السنة الدولية للطفل
كانت الكاميرون واحدة من الدول التي نظمت سلسلة من الأحداث على شرف السنة الدولية للطفل, 1979. وكان من بين الجهود المبذولة مقالات في الصحف، ومدارس تعليمية في ثلاث مدن، ومؤتمر نسائي في ليبيريا حضره الكاميرونيون ومقابلات إذاعية حول المدارس. وهناك لجان للمرأة والطفل تعمل على المستوى الوطني لدعم معلمي المدارس. سافر مستشار باهت إلى غرب إفريقيا بما في ذلك الكاميرون لمساعدة المجتمعات في جهودها وانضم إليه متطوع من كندا سافر أيضا إلى غرب إفريقيا بما في ذلك الكاميرون. وتطوعت امرأة كاميرونية، مديرة مدرسة حضانة للسفر إلى الكاميرون لتشجيع المشاريع والمدارس في البلاد.

#### إحياء ذكرى الرواد
ومن بين المنتخبين لعضوية مجلس الأمن القومي أورسولا سامانداري، التي انتُخبت للمؤسسة في الأعوام 1972-1974 و1975-1980، بعد انتخابها لنفس المؤسسة في شمال شرق أفريقيا والجزر البريطانية. لقد تعلمت عن الدين البهائي من ريتشارد سانت باربي بيكر وحسن م. باليوزي في عام 1936. ومن بين التعليقات التي أدلي بها في جنازتها عام 2003، تلك التي أدلى بها رئيس قبيلة بويا، صاحب السمو الملكي صمويل إل. إنديلي:
أختي العزيزة، لقد عشتِ معنا كواحدة منا، وخدمتِ بإخلاص ومحبة لتنال النفوس نعمة الله الفادية. لقد أحببتِنا وأحببتِ بلدنا الكاميرون، وقد برهنتِ على ذلك بموتكِ هنا كجندي صالح لله كما عشتِ لتكوني. لقد متِّ وأنتِ ترتدين حذاءكِ. نشكر الله على كل ما كنتِ عليه بالنسبة لنا. رحم الله روحكِ الطاهرة مع الله الخالق، في سلام تام.
وكان من بين الأعضاء الآخرين في وكالة الأمن القومي الذين ماتوا بشكل غير متوقع كارين بير التي جاءت من هاواي في عام 1969. اشتهرت بتقديم الضيافة والمشي أيضًا إلى القرى لحضور الدروس التي تدرسها، وانتخبت كسكرتيرة لوكالة الأمن القومي لفترة من الوقت. توفيت في حادث سيارة عام 1974 أثناء زيارتها لعائلتها في الولايات المتحدة.

## المجتمع الحديث
بحلول عام 2001، تم تسجيل الجمعية الروحية الوطنية لدى حكومة الكاميرون باعتبارها واحدة من الديانات غير المسيحية القليلة. وفي عام 2003 أيضًا، بدأ مشروع لنقل مقر الجمعية الروحية الوطنية من ليمبي في الغرب إلى العاصمة المركزية ياوندي، إلى جانب المسؤولية عن الاستحواذ على مراكز بهائية وطنية جديدة، وقد طُلب من المجتمع البهائي في المملكة المتحدة المساعدة في إنشائها.

### اليوبيل
اجتمع أكثر من 600 بهائي وأصدقائهم في قصر المؤتمرات في ياوندي للاحتفال باليوبيل الذهبي لتأسيس الجماعة البهائية في الكاميرون. توجه السيد والسيدة نخجواني وضيوف الشرف الآخرون إلى ليمبي لزيارة البهائيين في المقاطعة الجنوبية الغربية، وبويا حيث استقبلهم الزعيم الأعلى، ثم سافروا إلى دوالا.

### التركيبة السكانية
في عام 2003، زعم المجتمع البهائي أن لديه 40 ألفًا من الأتباع و58 جمعية روحية محلية، (وهناك تقدير آخر من عامي 2007-2008 لأكثر من 130 ألف بهائي في الكاميرون وتقدير آخر لأعضاء الدين في 1744 منطقة في الكاميرون.) ومع ذلك، قدرت جمعية أرشيف بيانات الدين أن هناك حوالي 50799 بهائيًا في عام 2005.

### مضاعفة الاهتمامات
منذ نشأتها، كان للدين دور في التنمية الاجتماعية والاقتصادية بدءًا من منح المزيد من الحرية للنساء، وترويج تعليم الإناث باعتباره أولوية، وقد تم التعبير عن هذه المشاركة عمليًا من خلال إنشاء المدارس والتعاونيات الزراعية والعيادات. ودخل الدين مرحلة جديدة من النشاط عندما صدرت رسالة بيت العدل الأعظم بتاريخ 20 أكتوبر 1983. وحث البهائيين على البحث عن طرق متوافقة مع التعاليم البهائية، والتي يمكنهم من خلالها المشاركة في التنمية الاجتماعية والاقتصادية للمجتمعات التي يعيشون فيها. في عام 1979 كان هناك 129 مشروعًا بهائيًا للتنمية الاجتماعية والاقتصادية معترفًا بها رسميًا في جميع أنحاء العالم. وبحلول عام 1987، ارتفع عدد مشاريع التنمية المعترف بها رسميا إلى 1482 مشروعا. وشارك المجتمع الكاميروني أيضًا في عدد من المبادرات. في عام 1985 أنشأ البهائيون مدرسة تعليمية بين الأقزام وكان من المقرر أن تقوم الحكومة بتوسيع البنية الأساسية للبناء الآن بعد أن تم تطوير الموقع. في عام 1990، نظم المجتمع الكاميروني حملة وطنية حول نمو الدين الذي سمي على اسم يد القضية إينوك أولينغا مع فرق سميت على اسم أيادي القضية الأخرى.

#### المشاركة في الدعوة من أجل المرأة
بادر المجتمع البهائي الكاميروني وتعاون مع عدد من المشاريع التي تسعى إلى تحقيق المساواة في وضع المرأة، وهو مبدأ أساسي في الدين. في عام 1985، أصدرت اللجنة الوطنية للمرأة البهائية في الكاميرون بيانًا بعنوان "المساواة في الحقوق بين المرأة والرجل". ارتفع معدل مشاركة النساء في المدرسة في ديسمبر عام 1986. تعاون البهائيون في الكاميرون مع مبادرة المجتمع البهائي الدولي بالتعاون مع صندوق الأمم المتحدة الإنمائي للمرأة في مشروع يهدف إلى إحداث تغيير في الوضع الاجتماعي للمرأة في المجتمعات القروية في شرق الكاميرون وبلدان أخرى. ركزت التغييرات في المجتمع على دور المرأة ولكنها استهدفت بقوة تثقيف الرجال. وبحسب تياتي زوك، المنسقة الوطنية للمشروع في الكاميرون، فإن مسحاً أجري في أوائل عام 1992 بين نحو 45 أسرة في كل من القرى السبع أظهر أن الرجال كانوا يتخذون جميع القرارات المالية بمفردهم تقريباً. وأشارت دراسة متابعة أجريت في عام 1993 إلى أن أكثر من 80% من الأسر تتخذ الآن مثل هذه القرارات بالتشاور بين الزوج والزوجة. ارتفع عدد الفتيات المرسلات إلى مدرسة قرية واحدة بنسبة 82 بالمائة بحلول عام 1993.

#### المنتديات الأكاديمية والمدنية
شاركت الجماعة البهائية في الكاميرون في المنتديات الرامية إلى معالجة القضايا الاجتماعية في الكاميرون في كل من المنتديات الأكاديمية والمدنية. في عام 1987 اجتمع طلاب الجامعات الكاميرونية في مؤتمر من قبائل متعددة إلى جانب طلاب دوليين لتسهيل تبادل الأفكار حول القضايا التي يواجهونها جميعًا في المجتمع. تطور هذا الموضوع في ياوندي إلى موضوع "الشباب الأفريقي في مواجهة تحديات المجتمع الحديث" في عام 1988 و"دور الشباب في عالم يبحث عن السلام" في عام 1989. وقد تطورت المؤتمرات الشبابية السنوية في الشمال الغربي واستمرت حتى عام 1990 وعكست العديد من هذه الموضوعات مع بذل الجهود في موضوعات أخرى. في عام 2002 أقيمت أكاديمية الكاميرون البهائية الثانية في المركز البهائي الإقليمي في ياوندي بمشاركة 28 باحثًا من بويا، ودوالا، ودشانج، وسوا، وياوندي. تم تقديم ورقة البحث الرئيسية بعنوان "الاجتماعات القبلية والعائلية الكاميرونية والتعاليم البهائية" من قبل تشونجواين نكو، وهو مدرس في مدرسة البريد والاتصالات. وقد نُشر هذا المقال في عدد ديسمبر 2002 من مجلة دراسات البهائية في الكاميرون. بعد عرضه، كان هناك تقييم لعمله من قبل أعضاء لجنة التحكيم بما في ذلك ديفيد نكوينتي، رئيس قسم الأنثروبولوجيا في جامعة ياوندي. وأشار نكوينتي إلى أنه كان ينوي توسيع اهتماماته الأكاديمية في دراسة التعاليم البهائية والقضايا الأنثروبولوجية. وفي عام 2002 أيضًا، وبمناسبة يوم الأمم المتحدة في 24 أكتوبر/تشرين الأول، اجتمع أعضاء المجتمع الديني بويا في حلقة نقاشية بين الأديان بقيادة الأمين العام لإقليم الجنوب الغربي؛ وتضمنت المجموعة أعضاء أو متحدثين باسم الديانة البهائية، والإمام المسلم، وممثل عن أسقف الأبرشية الكاثوليكية، وممثل عن المجتمع الهندوسي. أقيمت خدمة في 20 يناير 2007 في بويا في مركز التعلم البهائي احتفالًا بيوم الدين العالمي وسط نطاق مماثل من التمثيل.

## روابط خارجية
- الجماعة البهائية الوطنية في الكاميرون
- ملخص مدونة النشرة الإخبارية البهائية الكاميرونية
- صفحة الموسيقي البهائي الكاميروني على ماي سبيس